# Bernhard Arcuficis
Bernhard Arcuficis OP (auch Bernardo Arfizio; Bernhard von Callipolis; † 1435) war Dominikaner und Titularbischof von Callipolis und Weihbischof in Breslau.

## Leben
Bernhard Arcuficis entstammte einer Breslauer Bogenmacherfamilie. Am 23. Februar 1405 wurde er von Papst Innozenz VII. zum Titularbischof von Callipolis ernannt und vermutlich auch zum Weihbischof in Breslau bestellt. Jedenfalls konsekrierte er als Weihbischof am 11. April 1412 den Chor der Kirche in Endersdorf bei Zuckmantel. In der entsprechenden Urkunde wird er ausdrücklich als Suffragan des Breslauer Bischofs Wenzel bezeichnet. An Pontifikalhandlungen ist eine Niedere Weihe überliefert, die er am 3. April 1428 dem aus Breslau stammenden Johann Franz Goltberg erteilte. Arcuficius starb 1435 und wurde in der Breslauer Dominikanerkirche St. Adalbert beigesetzt.